# Селке
Селке (на немски: Selke) е около 64,4 km дълга река в Харц, в Саксония-Анхалт, Германия. Влива се в река Боде, която се влива в река Зале.